# Wilhelm Keller (Politiker, 1866)
Wilhelm Keller (* 30. Jänner 1866 in Lennep, Rheinprovinz; † 29. März 1941 in Oberleutensdorf) war ein österreichisch-böhmischer Politiker (Deutsche Fortschrittspartei) und Industrieller. Er war von 1911 bis 1918 Abgeordneter zum Österreichischen Abgeordnetenhaus (XII. Legislaturperiode) sowie zwischen 1918 und 1919 Mitglied der Provisorischen Nationalversammlung.

## Leben
Keller besuchte nach der Volksschule ein Realgymnasium und war beruflich als Hutfabrikant sowie Hoflieferant in Oberleutensdorf aktiv. Er engagierte sich als Mitglied des Bezirks-Ausschusses, war Gemeinderat in Oberleutensdorf und Mitglied der Handels- und Gewerbekammer Eger. Zudem engagierte er sich als Ausschuss-Vorsitzender der Gemeindesparkasse. Neben seiner Tätigkeit als Gemeinderat vertrat Keller die Deutsche Fortschrittspartei ab 1908 auch im Böhmischen Landtag (gewählt durch die Handels- und Gewerbekammer Eger), 1911 trat er zudem bei der Reichsratswahl an. Er kandidierte für die Deutsche Fortschrittspartei im Wahlkreis Teplitz (Böhmen 82) und erzielte im ersten Wahlgang mit 55,9 Prozent der Stimmen die absolute Mehrheit vor dem Kandidaten der Sozialdemokraten Karl Czermak. Keller wurde am 17. Juli 1911 angelobt und gehörte in der Folge dem Legitimationsausschuss (1911 bis 1914) sowie dem Steuerausschuss (1911–1913 sowie 1913–1914) gewählt. Ab 1917 war er Ersatzmitglied im Finanzausschuss, im Gewerbeausschuss sowie im Unterhaltsbeitragsausschuss. Keller blieb in seiner Zeit als Abgeordneter jedoch unauffällig, sodass in den stenographischen Protokollen des Abgeordnetenhauses kaum Anträge oder Reden seinerseits aufscheinen. Nach dem Ende des Ersten Weltkriegs gehörte Keller als Abgeordneter eines deutschsprachigen Wahlkreises automatisch auch der Provisorischen Nationalversammlung an.
Über Kellers Leben nach dem Ersten Weltkrieg ist wenig überliefert. Er blieb jedoch in Oberleutensdorf und feierte dort 1926 seinen 60. Geburtstag im Kreis des „Ersten deutschen Turnvereins Oberleutensdorf 1864“, dessen Ehrensprechwart, Sprechwart und Ehrenmitglied er war.